# Elizabeth Nicholls
Elizabeth L. Nicholls (Oakland, 31 de julio de 1946-18 de octubre de 2004) fue una paleontóloga e investigadora canadiense, especializada en reptiles marinos del periodo Triásico.  Como palentóloga trabajó en el Museo Tyrrell en Alberta, Canadá.
Nicholls estudió los primeros años de su carrera en la Universidad de California en Berkeley, y obtuvo su licenciatura y doctorado en la Universidad de Calgary. Fue coeditora en conjunto con el paleontólogo Jack M. Callaway del libro Ancient Marine Reptiles. El mosasáurido Latoplatecarpus nichollsae fue nombrado así en su honor.
Nicholls fue premiada en los Premios Rolex a la Iniciativa por su liderazgo en las excavaciones de los restos del ictiosaurio Shonisaurus sikanniensis (Nicholls & Manabe, 2004), del periodo Triásico Superior que se encuentran en una área remota del río Sikanni en la Columbia británica.
Nicholls murió de cáncer a los 58 años en 2004.

## Obra
- Giant ichthyosaurs of the Triassic—a new species of Shonisaurus from the Pardonet Formation (Norian: Late Triassic) of British Columbia, EL Nicholls, M Manabe - Journal of Vertebrate Paleontology, 2004
- New material of Qianichthyosaurus Li, 1999 (Reptilia, Ichthyosauria) from the Late Triassic of southern China, and implications for the distribution of Triassic icthosaurs, EL Nicholls, C Wei, M Manabe - Journal of Vertebrate Paleontology, 2003
- New thalattosaurs (Reptilia: Diapsida) from the Triassic Sulphur Mountain Formation of Wapiti Lake, British Columbia, EL Nicholls, D Brinkman - Journal of Paleontology, 1993
- New material of Toxochelys latiremis Cope, and a revision of the genus Toxochelys (Testudines, Chelonioidea), EL Nicholls - Journal of Vertebrate Paleontology, 1988
- The first record of the mosasaur Hainosaurus (Reptilia: Lacertilia) from North America, EL Nicholls - Canadian Journal of Earth Sciences, 1988
- The oldest known North American occurrence of the Plesiosauria (Reptilia: Sauropterygia) from the Liassic (Lower Jurassic) Fernie Group, Alberta, Canadá, EL Nicholls - Canadian Journal of Earth Sciences, 1976